# Somalias fodboldlandshold
Somalias fodboldlandshold repræsenterer Somalia i fodbold for herrer. Landet spillede sin første landskamp i 12. november 1963 hvor landet tabte  0-14 til Nordkorea. Somalia har aldrig kvalificeret sig til VM eller Africa Cup of Nations.